# Berliet VDCN
Unter der Typenbezeichnung Berliet VDCN wurden vom französischen Kraftfahrzeughersteller Berliet in Lyon von 1938 bis 1940 mittlere LKW gebaut.

## Technik und Geschichte
Der Berliet VDCN erschien im Laufe des Jahres 1937/38 mit mehreren Motorvarianten. Hierbei deutete die Bezeichnung der Variante mit Dieselmotor (VDB6) auf die ungefähre Größe des Hubraums in Litern hin, die Bezeichnungen der Varianten mit Ottomotor bzw. Holzgasmotor (VDCN16, VDCN22, VDCNG16) bezogen sich auf die Einstufungen in Steuer-PS. Optisch unterschied sich der Berliet VDCN von seinen Vorgängern (Berliet VDCB, Berliet VDCT) durch eine neue Motorhaube mit schräggestellter Kühlermaske und 6 horizontal laufenden Lüftungsschlitzen, die bei den Vorgänger senkrecht (22 Stück je Seite) angebracht waren. Die Räder waren jeweils mit 5 Schrauben an den Bremstrommeln befestigt. Bei einem Teil der Fahrzeuge hatte die vordere Stoßstange in der Mitte vor der Motorhaube einen V-förmigen Knick nach unten, ein anderer Teil hatte die doppelte Stoßstange des Nachfolgers Berliet VDCA.

### Berliet VDCN6
Dieses Fahrzeug erhielt seine allgemeine Betriebserlaubnis am 29. November 1937. Es hatte einen wassergekühlten Vierzylinder-Dieselmotor des Typs MDF2 (Bohrung × Hub 110 × 150 mm, 5702 cm³ Hubraum, 15 Steuer-PS, effektive Leistung 65 PS bei 1800/min.). Zur Wahl standen zwei Radstände (4,05 oder 4,77 m). Die Länge des Fahrzeugs betrug (je nach Radstand) 6,162 oder 7,032 m, seine Breite 2,23 m. Das Leergewicht des bloßen Chassis betrug je nach Länge und Radstand 2930 oder 3030 kg, das höchstzulässige Gesamtgewicht 8800 kg, die Nutzlast wird -wie schon bei den Vorgängern- mit 3,5 Tonnen angegeben.
Am 25. Mai 1938 erschien eine etwas modernisierte Ausführung, deren Breite jetzt nur noch 2,186 m betrug, alle übrigen technischen Daten blieben gleich.
Mit Ausbruch des Zweiten Weltkrieges wurden alle bestellten, aber noch nicht ausgelieferten Fahrzeuge für Armeezwecke beschlagnahmt und als Tankfahrzeuge (mit 5000-Liter-Tank) fertiggestellt, die letzten solcherart fertiggestellten Fahrzeuge wurden im Mai 1940 an die französische Armee geliefert. Sie hatten alle den langen Radstand von 4,77 m, eine Länge von 7,18 m und eine Breite von 2,19 m. Das bloße Chassis wog 3200 kg, das höchstzulässige Gesamtgewicht lag bei 10.300 kg.

### Berliet VDCN16
Diese Variante erhielt die allgemeine Betriebserlaubnis am 16. Januar 1940. Sie hatte einen wassergekühlten Vierzylinder-Ottomotor des Typs MKO (Bohrung × Hub 100 × 130 mm, 4084 cm³ Hubraum, 16 Steuer-PS, effektive Leistung 60 PS bei 2000/min.). Der Radstand betrug 4,63, die Länge des Fahrzeugs 6,82 und die Breite 2,20 m. Das Gewicht des nackten Chassis betrug 2900 kg, das höchstzulässige Gesamtgewicht 8000 kg, die Nutzlast 3500 kg. Die letzten Fahrzeuge dieser Variante wurden im Januar 1940 geliefert.

### Berliet VDCN22
Diese Variante erhielt die allgemeine Betriebserlaubnis am 14. Januar 1938. Sie hatte einen wassergekühlten Vierzylinder-Ottomotor des Typs MKB4 (Bohrung × Hub 110 × 154,8 mm, 5884 cm³ Hubraum, 22 Steuer-PS, effektive Leistung 71 PS bei 2000/min.). Der Radstand betrug 4,10 oder 4,82 m, die Länge des Fahrzeugs 6,212 oder 7,082 m und die Breite 2,23 m. Das Gewicht des nackten Chassis betrug 2750 oder 2850 kg, das höchstzulässige Gesamtgewicht 8400 oder 8500 kg, die Nutzlast auch hier 3500 kg.
Am 30. Mai 1938 erschien eine etwas modernisierte Ausführung, deren Breite jetzt nur noch 2,186 m betrug, das Gewicht des nackten Chassis 2800 bzw. 2900 kg, das höchstzulässige Gesamtgewicht 9700 kg; alle übrigen technischen Daten blieben gleich.
Mit Ausbruch des Zweiten Weltkrieges wurden 80 bestellte, aber noch nicht an zivile Kunden gelieferte Fahrzeuge für Armeezwecke beschlagnahmt und im Mai und Juni 1940 als Tankfahrzeuge (mit 5000-Liter-Tank) fertiggestellt. Sie hatten alle den langen Radstand von 4,82 m, eine Länge von 7,22 m und eine Breite von 2,20 m. Das bloße Chassis wog 3100 kg, das höchstzulässige Gesamtgewicht lag bei 10.100 kg.

### Berliet VDCNG16
Dieses Fahrzeug erhielt seine allgemeine Betriebserlaubnis am 24. Februar 1938. Es hatte einen wassergekühlten Vierzylinder-Holzgasmotor des Typs MKB4G (Bohrung × Hub 110 × 154,8 mm, 5884 cm³ Hubraum, 16 Steuer-PS, effektive Leistung 56 PS bei 1800/min.). Der Radstand betrug 4,82, die Länge des Fahrzeugs 7,082 und die Breite 2,205 m. Das Leergewicht des bloßen Chassis lag bei 3300 kg, das höchstzulässige Gesamtgewicht bei 8800 kg, die Nutzlast auch hier bei 3500 kg.
Ab Mai 1938 wurde eine 2. Serie mit teilweise geänderten technischen Daten gebaut: Die Breite schrumpfte auf 2,186 m, das Leergewicht des bloßen Chassis stieg auf 3350 kg, das höchstzulässige Gesamtgewicht auf 9700 kg. Die letzten zwei Fahrzeuge dieser Variante, bei Kriegsbeginn im September 1939 für Heereszwecke beschlagnahmt, wurden im November 1939 fertiggestellt.

### Stückzahlen
Die hier behandelten Varianten wurden in folgenden Stückzahlen gebaut, wobei wir zwischen Lieferungen an zivile Abnehmer (bis 3. September 1939) und Lieferungen an das französische Militär (ab 4. September 1939) trennen müssen:.
| Typ     | 1938  | bis 8.1939 | ab 9.1939 | 1940 | Summe |
| ------- | ----- | ---------- | --------- | ---- | ----- |
| VDCN6   | 352   | 1192       | 20        | 238  | 1802  |
| VDCN16  | s. o. | s. o.      | 129       | 100  | 229   |
| VDCN22  | 44    | 90         | 0         | 80   | 214   |
| VDCNG16 | 149   | 155        | 2         | 0    | 306   |
| Summe   | 545   | 1437       | 231       | 418  | 2551  |

Die Stückzahlen für die Varianten VDCN6 und VDCN16 sind vor dem 4. September nicht getrennt ausgeworfen, die bis dahin gelieferten VDCN16 sind in der Zahl der VDCN6 mit enthalten.

### Verwendung bei der deutschen Wehrmacht
Ab Juli 1940 wurde keine der Varianten des Berliet VDCN mehr produziert. Gleichwohl gibt es einige Photographien, die Berliet VDCN im Dienste der deutschen Wehrmacht zeigen. Diese sind daher offenkundig im Rahmen des Westfeldzuges zwischen Mai und Juni 1940 in Frankreich erbeutet worden.

### Originalquellen
Eine Publikation, in der alle vor 1945 gebauten Berliet-Typen individuell abgehandelt wären, gibt es nicht. Neben der unten erwähnten Literatur wurde auf folgende in der Fondation Berliet verwahrte Originalunterlagen zurückgegriffen:
- "Fiches des Mines": Es handelt sich um die Unterlagen zur Erteilung einer allgemeinen Betriebserlaubnis, hierfür ist in Frankreich der "Inspecteur des mines" sachlich zuständig. Diese Unterlagen sind chronologisch geordnet und nummeriert. Nicht zu jedem Typ bzw. Variante gibt es entsprechende Unterlagen, teils, weil sie wohl als Untervarianten eines Typs verstanden wurden, für den eine gesonderte Erlaubnis nicht erforderlich war, teils wohl, weil diese Unterlagen im Laufe der letzten 100 Jahre verlorengegangen sind. Bei Militärtypen gibt es Hinweise, dass eine Betriebserlaubnis direkt durch militärische Dienststellen erfolgte, was entsprechende "fiches des mines" überflüssig machte. Die Quellenbezeichnung lautet: "Fiches No...."
- "Etat des véhicules utilitaires et autobus declares aux mines depuis 1920", eine 15-seitige Zusammenstellung vom 1. Dezember 1941, enthält insbesondere die reservierten Chassisnummernbänder, die jedoch vielfach nicht vollständig ausgeschöpft wurden, einige Typen bzw. Varianten werden nicht erwähnt, Quellenbezeichnung lautet: "Etat S..."
- "Nombre de véhicules construits de 1930 à 1942", siebenseitige Zusammenstellung der zwischen 1930 und 1942 gebauten Stückzahlen an Nutzfahrzeugen, erstellt wohl 1943, erste Seite teilweise irreparabel verderbt, teilweise werden mehrere Typen bzw. Varianten zusammengefasst, Quellenbezeichnung lautet: "Nombre S...."

### Sonstige Literatur
- Monique Chapelle: Berliet. 1. Auflage. EMCE, Saint-Chamond 2016, ISBN 978-2-35740-049-8.
- Jean François Colombet: Berliet 1945–1950, les artisans de la renommée, charhge utile hors-serie No.1. 1. Auflage. histoire&collections, Paris 1995.
- François Vauvillier: Tous les Berliet militaires 1914–1940, vol.1: les camions. histoire&collections, Paris 2019, ISBN 978-2-35250-496-2.